# Wyścigowe Samochodowe Mistrzostwa Polski 1995
Sezon 1995 był trzydziestym dziewiątym sezonem Wyścigowych Samochodowych Mistrzostw Polski.
Sezon w zależności od klasy liczył od pięciu do siedmiu eliminacji, rozgrywanych na torach w Poznaniu, Kielcach i Kamieniu Śląskim. Pierwotnie w Kamieniu Śląskim na nowej wersji toru miały być zorganizowane wyścigi wszystkich klas, jednakże zawodnicy klasy E oprotestowali ten pomysł i uznano, że tor nie może organizować wyścigów formuł. Dodatkowe wyścigi dla klasy E odbyły się w Kielcach (kl. E-1300) i Poznaniu (kl. E 1600 + E-2000).

## Punktacja
Punkty przyznawano według klucza 20-15-12-10-8-6-4-3-2-1. Do końcowej klasyfikacji kierowcom zaliczano pięć najlepszych wyników.

## Kategorie
Samochody były podzielone na następujące grupy według regulaminu FIA:
- Grupa E – samochody formuł wyścigowych;
- Grupa H – samochody niehomologowane;
- Grupa A – samochody turystyczne, których produkcja w ciągu 12 miesięcy przekraczała 2500 egzemplarzy. Dozwolony był duży zakres przeróbek pod kątem poprawy osiągów;
- Grupa N – samochody turystyczne, których produkcja w ciągu 12 miesięcy przekraczała 2500 egzemplarzy. Modyfikowanie tych samochodów pod kątem poprawy osiągów było niemal całkowicie zabronione.

Samochody były dodatkowo podzielone na następujące klasy:
- Klasa E-2000 – gr. E, poj. do 2000 cm³;
- Klasa E-1600 – gr. E, poj. do 1600 cm³;
- Klasa E-1300 – gr. E, poj. do 1300 cm³;
- Klasa H pow. 1600 – gr. H, poj. pow. 1600 cm³;
- Klasa H-1600 – gr. H, poj. do 1600 cm³;
- Klasa Cinquecento A-900 – wyłącznie samochody Fiat Cinquecento 900 grupy A;
- Klasa A-850 – gr. A, poj. do 850 cm³;
- Klasa N-126p – wyłącznie samochody Polski Fiat 126p grupy N;
- Klasa Cinquecento Sporting – wyłącznie samochody Fiat Cinquecento Sporting grupy N;
- Klasa Cinquecento – wyłącznie samochody Fiat Cinquecento 900 grupy N.

## Zwycięzcy
| Data           | Tor           | Klasa                      | Zwycięzca (kierowcy)  | Samochód                  | Zwycięzca (zespoły)                                              |
| -------------- | ------------- | -------------------------- | --------------------- | ------------------------- | ---------------------------------------------------------------- |
| 29–30 kwietnia | Poznań        | klasa E-2000 + E-1600      | Jarosław Wierczuk     | Van Diemen RF92-VW        | Automobilklub Wielkopolski                                       |
| 29–30 kwietnia | Poznań        | klasa E-1300               | Andrzej Godula        | Estonia 25                | Elf Lubrifiants Polska - Automobilklub Polski                    |
| 29–30 kwietnia | Poznań        | klasa H pow. 1600          | Krzysztof Federowicz  | Ford Escort RS Cosworth   | Rafineria Czechowice - Autoklub Rzemieślnik Warszawa             |
| 29–30 kwietnia | Poznań        | klasa H-1600               | Xawery Mielcarek      | Volkswagen Scirocco-Honda | Automobilklub Wielkopolski                                       |
| 29–30 kwietnia | Poznań        | klasa Cinquecento A-900    | Marek Oczkowski       | Fiat Cinquecento          | PPH Kaczmarek Racing Team - Automobilklub Wielkopolski           |
| 29–30 kwietnia | Poznań        | klasa A-850                | Marcin Kaczmarek      | Polski Fiat 126p          | PPH Kaczmarek Racing Team - Automobilklub Wielkopolski           |
| 29–30 kwietnia | Poznań        | klasa N-126                | Cezary Klimek         | Polski Fiat 126p          | Automobilklub Wielkopolski                                       |
| 29–30 kwietnia | Poznań        | klasa Cinquecento Sporting | Krzysztof Gawroński   | Fiat Cinquecento          | Rak Racing - Autoklub Rzemieślnik Warszawa                       |
| 29–30 kwietnia | Poznań        | klasa Cinquecento          | Jacek Chojnacki       | Fiat Cinquecento          | Castrol Racing Team - Autoklub Rzemieślnik Warszawa              |
| 13–14 maja     | Poznań        | klasa E-2000 + E-1600      | Krzysztof Woźniak     | Van Diemen RF92-VW        | Automobilklub Wielkopolski                                       |
| 13–14 maja     | Poznań        | klasa E-1300               | Andrzej Godula        | Estonia 25                | Elf Lubrifiants Polska - Automobilklub Polski                    |
| 13–14 maja     | Poznań        | klasa H pow. 1600          | Tadeusz Myszkier      | BMW M3                    | Rafineria Gdańska - Automobilklub Morski                         |
| 13–14 maja     | Poznań        | klasa H-1600               | Xawery Mielcarek      | Volkswagen Scirocco       | Automobilklub Wielkopolski                                       |
| 13–14 maja     | Poznań        | klasa Cinquecento A-900    | Marek Oczkowski       | Fiat Cinquecento          | PPH Kaczmarek Racing Team - Automobilklub Wielkopolski           |
| 13–14 maja     | Poznań        | klasa A-850                | Marcin Kaczmarek      | Polski Fiat 126p          | PPH Kaczmarek Racing Team - Automobilklub Wielkopolski           |
| 13–14 maja     | Poznań        | klasa N-126                | Piotr Galik           | Polski Fiat 126p          | Autoklub Rzemieślnik Warszawa                                    |
| 13–14 maja     | Poznań        | klasa Cinquecento Sporting | Zbigniew Szwagierczak | Fiat Cinquecento          | Pol-Car - Automobilklub Wielkopolski                             |
| 13–14 maja     | Poznań        | klasa Cinquecento          | Aleksander Bubel      | Fiat Cinquecento          | Polmozbyt Wrocław - Automobilklub Dolnośląski                    |
| 16–17 czerwca  | Kielce        | klasa E-2000 + E-1600      | Jarosław Wierczuk     | Van Diemen RF92-Mugen     | Automobilklub Wielkopolski                                       |
| 16–17 czerwca  | Kielce        | klasa E-1300               | Janusz Sączyński      | Estonia 25                | Automobilklub Morski                                             |
| 16–17 czerwca  | Kielce        | klasa H pow. 1600          | Krzysztof Federowicz  | Ford Escort RS Cosworth   | Rafineria Czechowice - Autoklub Rzemieślnik Warszawa             |
| 16–17 czerwca  | Kielce        | klasa H-1600               | Henryk Mandera        | Suzuki Swift GTi 16V      | Automobilklub Wielkopolski                                       |
| 16–17 czerwca  | Kielce        | klasa Cinquecento A-900    | Paweł Kałuża          | Fiat Cinquecento          | Automobilklub Kielecki                                           |
| 16–17 czerwca  | Kielce        | klasa A-850                | Zbigniew Czarnocki    | Polski Fiat 126p          | Piranha / Rak Racing - Autoklub Rzemieślnik Warszawa             |
| 16–17 czerwca  | Kielce        | klasa N-126                | Cezary Klimek         | Polski Fiat 126p          | Automobilklub Wielkopolski                                       |
| 16–17 czerwca  | Kielce        | klasa Cinquecento Sporting | Sebastian Mielcarek   | Fiat Cinquecento          | Polmozbyt Piła - Automobilklub Wielkopolski                      |
| 16–17 czerwca  | Kielce        | klasa Cinquecento          | Arkadiusz Nowicki     | Fiat Cinquecento          | Automobilklub Wielkopolski                                       |
| 8–9 lipca      | Poznań        | klasa E-2000 + E-1600      | Jarosław Wierczuk     | Dallara F393-FIAT         | ICL - Automobilklub Wielkopolski                                 |
| 8–9 lipca      | Poznań        | klasa E-1300               | Andrzej Godula        | Estonia 25                | Elf Lubrifiants Polska - Automobilklub Polski                    |
| 8–9 lipca      | Poznań        | klasa H pow. 1600          | Tadeusz Myszkier      | BMW M3                    | Rafineria Gdańska - Automobilklub Morski                         |
| 8–9 lipca      | Poznań        | klasa H-1600               | Xawery Mielcarek      | Volkswagen Scirocco       | Automobilklub Wielkopolski                                       |
| 8–9 lipca      | Poznań        | klasa Cinquecento A-900    | Marek Oczkowski       | Fiat Cinquecento          | PPH Kaczmarek Racing Team - Automobilklub Wielkopolski           |
| 8–9 lipca      | Poznań        | klasa A-850                | Zbigniew Czarnocki    | Polski Fiat 126p          | Piranha / Rak Racing - Autoklub Rzemieślnik Warszawa             |
| 8–9 lipca      | Poznań        | klasa N-126                | Cezary Klimek         | Polski Fiat 126p          | Automobilklub Wielkopolski                                       |
| 12–13 sierpnia | Kamień Śląski | klasa H pow. 1600          | Krzysztof Federowicz  | Ford Escort RS Cosworth   | Rafineria Czechowice - Autoklub Rzemieślnik Warszawa             |
| 12–13 sierpnia | Kamień Śląski | klasa H-1600               | Xawery Mielcarek      | Volkswagen Scirocco       | Automobilklub Wielkopolski                                       |
| 12–13 sierpnia | Kamień Śląski | klasa Cinquecento A-900    | Włodzimierz Pawluczuk | Fiat Cinquecento          | Castrol Racing Team / Car Serwis - Autoklub Rzemieślnik Warszawa |
| 12–13 sierpnia | Kamień Śląski | klasa A-850                | Marcin Kaczmarek      | Polski Fiat 126p          | PPH Kaczmarek Racing Team - Automobilklub Wielkopolski           |
| 12–13 sierpnia | Kamień Śląski | klasa N-126                | Marcin Turski         | Polski Fiat 126p          | Castrol Racing Team - Autoklub Rzemieślnik Warszawa              |
| 12–13 sierpnia | Kamień Śląski | klasa Cinquecento Sporting | Sebastian Mielcarek   | Fiat Cinquecento          | Polmozbyt Piła - Automobilklub Wielkopolski                      |
| 12–13 sierpnia | Kamień Śląski | klasa Cinquecento          | Karol Buks            | Fiat Cinquecento          | Automobilklub Wielkopolski                                       |
| 26–27 sierpnia | Kamień Śląski | klasa H pow. 1600          | Krzysztof Federowicz  | Ford Escort RS Cosworth   | Rafineria Czechowice - Autoklub Rzemieślnik Warszawa             |
| 26–27 sierpnia | Kamień Śląski | klasa H-1600               | Henryk Mandera        | Suzuki Swift GTi 16V      | Automobilklub Wielkopolski                                       |
| 26–27 sierpnia | Kamień Śląski | klasa Cinquecento A-900    | Paweł Kałuża          | Fiat Cinquecento          | Automobilklub Kielecki                                           |
| 26–27 sierpnia | Kamień Śląski | klasa A-850                | Jarosław Zagajewski   | Polski Fiat 126p          | Automobilklub Łódzki                                             |
| 26–27 sierpnia | Kamień Śląski | klasa N-126                | Marcin Turski         | Polski Fiat 126p          | Castrol Racing Team - Autoklub Rzemieślnik Warszawa              |
| 26–27 sierpnia | Kamień Śląski | klasa Cinquecento Sporting | Sebastian Mielcarek   | Fiat Cinquecento          | Polmozbyt Piła - Automobilklub Wielkopolski                      |
| 26–27 sierpnia | Kamień Śląski | klasa Cinquecento          | Karol Buks            | Fiat Cinquecento          | Automobilklub Wielkopolski                                       |
| 15–16 września | Kielce        | klasa E-2000 + E-1600      | Artur Glinczewski     | Estonia 25-VW             | Automobilklub Morski                                             |
| 15–16 września | Kielce        | klasa E-1300               | Krzysztof Wodziński   | Promot                    | Castrol Racing Team - Autoklub Rzemieślnik Warszawa              |
| 15–16 września | Kielce        | klasa E-1300               | Mariusz Podkalicki    | Promot                    | Elf Lubrifiants Polska - Automobilklub Szczeciński               |
| 15–16 września | Kielce        | klasa H pow. 1600          | Tadeusz Myszkier      | BMW M3                    | Rafineria Gdańska - Automobilklub Morski                         |
| 15–16 września | Kielce        | klasa H-1600               | Henryk Mandera        | Suzuki Swift GTi 16V      | Automobilklub Wielkopolski                                       |
| 15–16 września | Kielce        | klasa Cinquecento A-900    | Paweł Kałuża          | Fiat Cinquecento          | Automobilklub Kielecki                                           |
| 15–16 września | Kielce        | klasa A-850                | Zbigniew Czarnocki    | Polski Fiat 126p          | Piranha / Rak Racing - Autoklub Rzemieślnik Warszawa             |
| 15–16 września | Kielce        | klasa N-126                | Maurycy Kochański     | Polski Fiat 126p          | Autoklub Rzemieślnik Warszawa                                    |
| 15–16 września | Kielce        | klasa Cinquecento Sporting | Tomasz Krukowski      | Fiat Cinquecento          | Automobilklub Kielecki                                           |
| 15–16 września | Kielce        | klasa Cinquecento          | Marcin Turski         | Fiat Cinquecento          | Castrol Racing Team - Autoklub Rzemieślnik Warszawa              |
| 1 października | Poznań        | klasa E-2000 + E-1600      | Niclas Björk          | Reynard 883               |                                                                  |
| 1 października | Poznań        | klasa E-2000 + E-1600      | Ulf Johansson         | Reynard 883               |                                                                  |
| 1 października | Poznań        | klasa E-1300               | Krzysztof Wodziński   | Promot 86                 | Castrol Racing Team - Autoklub Rzemieślnik Warszawa              |

## Mistrzowie
| Klasa                      | Kierowca             | Samochód                                    | Zespół                                                 |
| -------------------------- | -------------------- | ------------------------------------------- | ------------------------------------------------------ |
| klasa E-2000               | Jarosław Wierczuk    | Dallara F393-FIAT, Van Diemen RF92-Mugen/VW | ICL - Automobilklub Wielkopolski                       |
| klasa E-1600               | Tomasz Szczęsny      | Reynard 883-VW, Reynard 893-VW              | Hollywood - Autoklub Rzemieślnik Warszawa              |
| klasa E-1300               | Cezary Czub          | Estonia 21, Estonia 25                      | Rak Racing - Autoklub Rzemieślnik Warszawa             |
| klasa H pow. 1600          | Krzysztof Federowicz | Ford Escort RS Cosworth                     | Rafineria Czechowice - Autoklub Rzemieślnik Warszawa   |
| klasa H-1600               | Xawery Mielcarek     | Volkswagen Scirocco                         | Automobilklub Wielkopolski                             |
| klasa Cinquecento A-900    | Marek Oczkowski      | Fiat Cinquecento                            | PPH Kaczmarek Racing Team - Automobilklub Wielkopolski |
| klasa A-850                | Marcin Kaczmarek     | Polski Fiat 126p                            | PPH Kaczmarek Racing Team - Automobilklub Wielkopolski |
| klasa N-126p               | Marcin Turski        | Polski Fiat 126p                            | Castrol Racing Team - Autoklub Rzemieślnik Warszawa    |
| klasa Cinquecento Sporting | Sebastian Mielcarek  | Fiat Cinquecento                            | Polmozbyt Piła - Automobilklub Wielkopolski            |
| klasa Cinquecento          | Karol Buks           | Fiat Cinquecento                            | Automobilklub Wielkopolski                             |